# 10831 Takamagahara
10831 Takamagahara eller 1993 VM2 är en asteroid i huvudbältet som upptäcktes den 15 november 1993 av den japanska astronomen Takeshi Urata vid Nihondaira-observatoriet. Den är uppkallad efter Takamagahara i den japanska mytologin.
Asteroiden har en diameter på ungefär 4 kilometer.